# Victoria Matthews

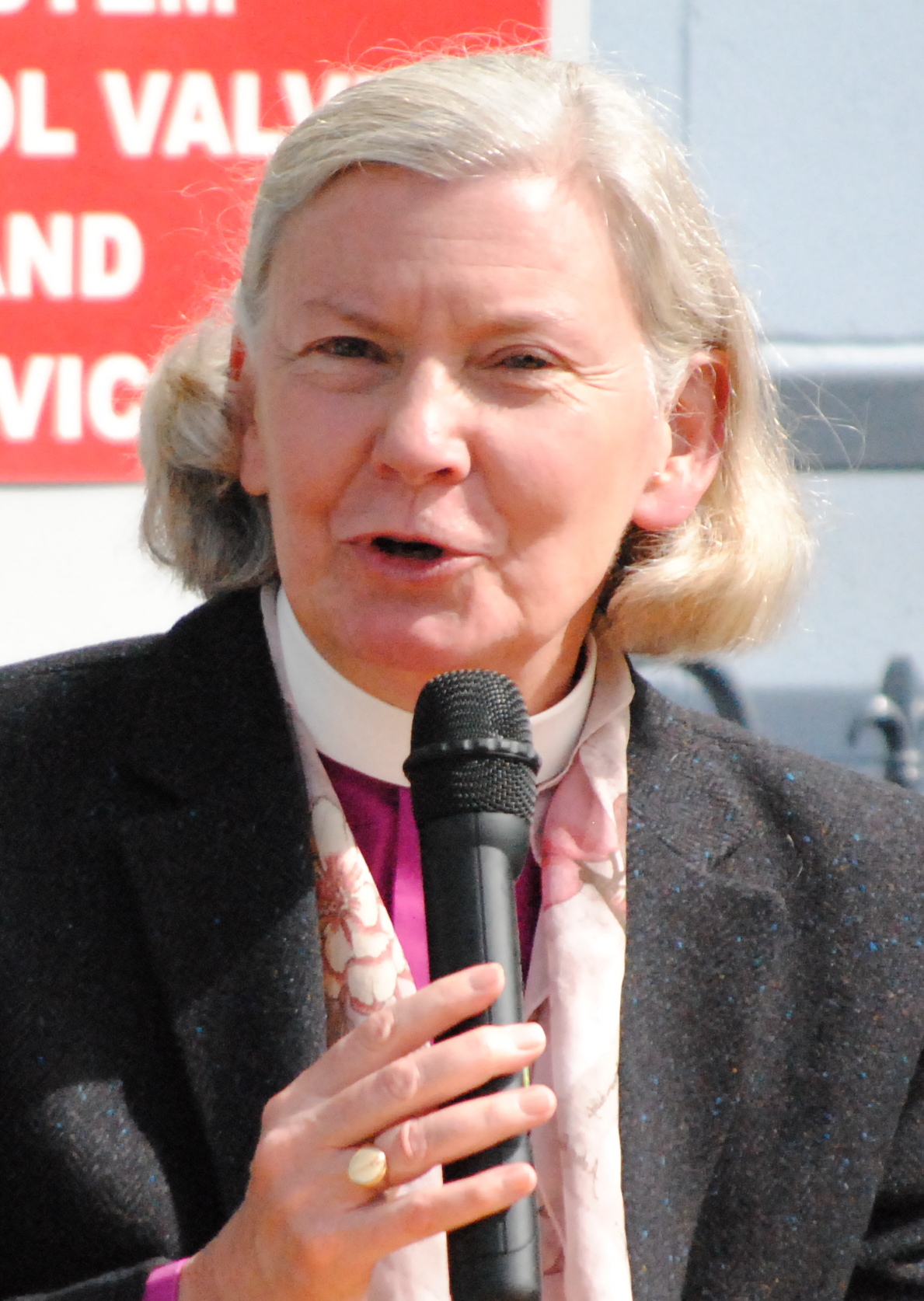
Victoria Matthews

Victoria Matthews (* 1954 in Toronto, Ontario) ist eine kanadische anglikanische Geistliche. Sie war von 2008 bis 2018 Bischöfin des anglikanischen Bistums Christchurch in Neuseeland und zuvor Bischöfin des anglikanischen Bistums Edmonton in Kanada.

## Leben
Nach ihrer Schulzeit studierte Matthews anglikanische Theologie an der University of Toronto, wo sie 1976 den Bachelor am Trinity College erreichte. 1979 erwarb sie den Master an der Yale Divinity School. 1980 wurde Matthews zur Priesterin in der Anglikanischen Kirche von Kanada geweiht. Von 1994 bis 1997 war Matthews Suffraganbischöfin im anglikanischen Bistum Toronto, anschließend bis 2007 war Matthews Bischöfin des anglikanischen Bistums Edmonton in Kanada. Ihre Nachfolgerin wurde die Bischöfin Jane Alexander. Im Februar 2008 wurde Matthews zur Bischöfin des anglikanischen Bistums Christchurch in Neuseeland gewählt, das zur Anglican Church in Aotearoa, New Zealand and Polynesia gehört. Sie wurde am 30. August 2008 in der Kathedrale von Christchurch in ihr Amt eingeführt. Nach dem Christchurch-Erdbeben vom Februar 2011 setzte sie sich dafür ein, die schwer beschädigte ChristChurch Cathedral abzureißen und als Ersatz die Cardboard Cathedral zu bauen. Gegen ihr Votum wurde aber 2017 der Wiederaufbau der Kathedrale beschlossen. Im März 2018 gab sie bekannt, dass sie zum 1. Mai ihr Bischofsamt aufgeben werde.